# Copa de Confraternidad Escobar - Gerona
La Copa de Honor Cousenier est un ancien tournoi binational de football, disputé par des équipes du championnat d'Uruguay et du championnat d'Argentine de Buenos Aires et Rosario, de 1905 à 1920.
Cette coupe doit son nom à Adrián Escobar et Héctor Gerona, respectivement présidents des fédérations argentine et uruguayenne de football.

## Palmarès
| Année | Vainqueur                               | Score   | Finaliste                               | Stade                                                               |
| ----- | --------------------------------------- | ------- | --------------------------------------- | ------------------------------------------------------------------- |
| 1941  | San Lorenzo Argentine                   | 2:1     | Peñarol Uruguay                         | Estadio Centenario, Montevideo                                      |
| 1942  | Peñarol Uruguay                         | 4:1     | San Lorenzo Argentine                   | Estadio Centenario, Montevideo                                      |
| 1945  | Boca Juniors Argentine Nacional Uruguay | 1:2 2:3 | Nacional Uruguay Boca Juniors Argentine | Estadio de San Lorenzo, Buenos Aires Estadio Centenario, Montevideo |
| 1946  | Boca Juniors Argentine                  | 3:2 6:3 | Peñarol Uruguay                         | Estadio Centenario, Montevideo Estadio de San Lorenzo, Buenos Aires |